# Hídron
Hídron (português brasileiro) ou hidrão (português europeu) é o nome recomendado pela IUPAC ao cátion hidrogênio, H+, às vezes chamado apenas por próton (de maneira inadequada, dados os isótopos de hidrogênio) ou hidrogênion.
Hídron é o nome dos íons hidrogênio positivos sem considerar sua massa nuclear, ou seja, dos íons positivos formados a partir do hidrogênio natural (sem ser submetido a separação isotópica).
Tradicionalmente, o termo "próton" foi e segue sendo muito usado no lugar de "hídron"; entretanto, tal uso é tecnicamente incorreto, pois desconsidera os isótopos deutêrons, presente em menos de 0,02% dos casos, e trítons que possuem um e dois nêutrons no núcleo, respectivamente. Em outras palavras, tanto o próton, quanto o dêuteron quanto o tríton são hídrons.
O termo hídron foi definido primeiramente pela IUPAC em 1988.
A forma hidratada do cátion hidrogênio é o íon hidrônio, H3O+(aq), pois em meio aquoso os prótons não podem existir de modo isolado.
Ao contrário, o íon hidrogênio com carga negativa, H-, é o íon hidreto.

## Variedades específicas de hídron
- Próton, com o símbolo p, p+ ou ¹H+, que se refere somente ao íon +1 do prótion ou hidrogênio-1, ¹H.
- Deutéron, com o símbolo ²H+ ou D+, que se refere ao íon +1 do deutério, ²H ou D, e que é formado por um próton e um nêutron.
- Tríton, com o símbolo 3H+ ou T+, que se refere ao íon +1 do trítio, 3H ou T, e que é formado por um protón e dois nêutrons.